# 新田老村李氏宗祠
新田老村李氏宗祠，是深圳市历史建筑之一，位于中国广东省深圳市龙华区观湖街道新田社区新田老村内。该建筑物建于清朝，属于古建築，为壇廟祠堂。